# Partida Inter-religiosa pela Paz
A Partida Inter-religiosa pela Paz foi um jogo de futebol organizado para atender o chamado do Papa Francisco, realizado em 1 de setembro de 2014, no Estádio Olímpico de Roma. No jogo participaram futebolistas profissionais, a maioria de países latino, representando diferentes religiões, a fim de "combinar a excelência desportiva e a fraternidade como um sinal de paz no mundo."
A iniciativa foi inspirada por uma conversa ocorrida em abril de 2013 entre o jogador Javier Zanetti e o papa, no qual o pontífice transmitiu a ideia de organizar uma reunião para servir como uma união entre pessoas de diferentes religiões. O evento foi posteriormente promovido pela ONG Fundação PUPI (Por Un Piberío Integrado) para a proteção integral dos direitos de crianças e adolescentes, e Scholas Occurrentes, uma rede mundial de escolas impulsionada pelo Papa Francisco, através da Pontifícia Academia das Ciências.
- Papa Francisco.
- Javier Zanetti.

A festa foi organizada a pedido do Papa Francisco, ávido fã de futebol, nascido na Argentina e torcedor assumido do San Lorenzo de Almagro, que dias antes deste evento havia sido consagrado campeão da Copa Libertadores pela primeira vez em sua história. A intenção do Papa era de dedicar um jogo a Israel, Palestina e Gaza, e foi jogado no Estádio Olímpico de Roma, em uma reunião inter-religiosa.
Ao mesmo tempo, o jogo foi transmitido ao vivo para vários países ao redor do mundo pela Radiotelevisione Italiana (RAI), e financiar o evento significou o projeto "Uma Alternativa de Vida", o que vai criar uma rede de escolas para meninos pobres em Buenos Aires.

## Participantes

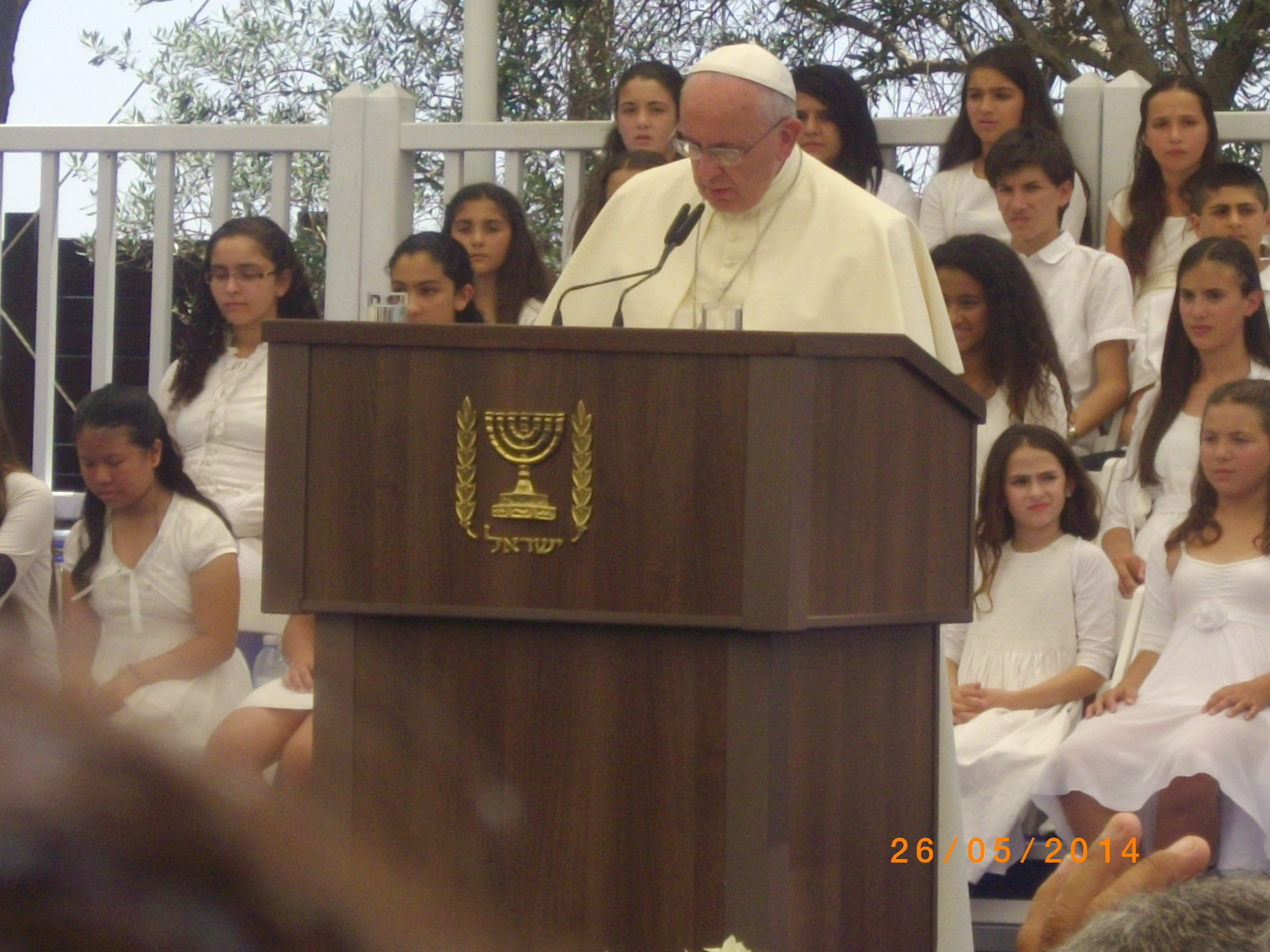
Viagem do Papa Francisco à Terra Santa

Vários jogadores do futebol mundial, aposentados e na atividade, foram convocados pelo Papa para estarem presentes no jogo. O então recém novo treinador da Seleção Argentina de Futebol, Gerardo Martino, seu compatriota, foi o escolhido para selecionar as duas equipes.
Para abrilhantar os momentos antes da partida, a Argentina Martina Stoessel (Violetta) cantou a versão em italiano da canção "En mi mundo" e um cover de John Lennon, "Imagine". Muito emocionada Martina veio às lágrimas, por afirmar ser a primeira vez que cantou em um estádio.
| IMAGEM | TREINADOR       | PAÍS      |
| ------ | --------------- | --------- |
|        | Gerardo Martino | Argentina |

| IMAGEM | JOGADOR               | PAÍS      | CLUBE                                    |
| ------ | --------------------- | --------- | ---------------------------------------- |
|        | Diego Maradona        | Argentina | Aposentado                               |
|        | Javier Zanetti        | Argentina | Aposentado                               |
|        | Gabriel Batistuta     | Argentina | Aposentado                               |
|        | Diego Simeone         | Argentina | Aposentado                               |
|        | Gabriel Heinze        | Argentina | Aposentado                               |
|        | Iván Zamorano         | Chile     | Aposentado                               |
|        | Carlos Valderrama     | Colombia  | Aposentado                               |
|        | Zinedine Zidane       | França    | Aposentado                               |
|        | Roberto Baggio        | Italia    | Aposentado                               |
|        | Alessandro Nesta      | Italia    | Aposentado                               |
|        | Andriy Shevchenko     | Ucrânia   | Aposentado                               |
|        | Lionel Messi          | Argentina | FC Barcelona ( na Espanha)               |
|        | Javier Mascherano     | Argentina | FC Barcelona ( na Espanha)               |
|        | Ezequiel Lavezzi      | Argentina | Paris Saint Germain ( na França)         |
|        | Maximiliano Rodríguez | Argentina | Newell's Old Boys ( na Argentina)        |
|        | Ricardo Álvarez       | Argentina | Inter de Milão ( na Italia)              |
|        | Juan Iturbe           | Argentina | AS Roma ( na Italia)                     |
|        | Mesut Özil            | Alemanha  | Arsenal FC ( na Inglaterra)              |
|        | Ronaldinho            | Brasil    | Clube Atlético Mineiro ( no Brasil)      |
|        | Neymar                | Brasil    | FC Barcelona ( na Espanha)               |
|        | Samuel Eto'o          | Camarões  | Aposentado                               |
|        | Arturo Vidal          | Chile     | Bayern de Munique ( na Alemanha)         |
|        | Freddy Guarín         | Colombia  | Shanghai Greenland ( na China)           |
|        | David Trezeguet       | França    | Pune FC ( na Índia)                      |
|        | Francesco Totti       | Itália    | AS Roma ( na Itália)                     |
|        | Andrea Pirlo          | Itália    | New York City FC ( nos Estados Unidos)   |
|        | Gianluigi Buffon      | Itália    | Juventus de Turim ( na Itália)           |
|        | Andrea Ranocchia      | Itália    | Inter de Milão ( na Itália)              |
|        | Diego Lugano          | Uruguay   | West Bromwich Albion FC ( na Inglaterra) |
|        | Fernando Muslera      | Uruguay   | Galatasaray SK ( na Turquia)             |
|        | Yuto Nagatomo         | Japão     | Inter de Milão ( na Itália)              |

## Detalhes da partida
| 1 de setembro de 2014 | Scholas Occurrentes                                         | 3 – 6 | Fundación Pupi                                                                                 | Estádio Olímpico de Roma, Roma |
| 23:00 (CET)           | Juan Iturbe 31' · Roberto Baggio 39' · Roque Santa Cruz 80' |       | 55' (pen.) Andriy Shevchenko · 66', 77', 88' Mauro Icardi · 70' Tomer Hemed · 84' Marcos Senna |                                |

| Scholas Occurrentes | Fundación Pupi |

| SCHOLAS OCCURRENTES: |    |                     |     |
|                      |    |                     |     |
| G                    | 1  | Gianluigi Buffon    | 45' |
| LD                   | 14 | Hugo Campagnaro     | 45' |
| Z                    | 23 | Nicola Legrottaglie |     |
| Z                    | 19 | Walter Samuel       | 66' |
| LE                   | 6  | Gabriel Heinze      | 66' |
| V                    | 14 | Javier Mascherano   | 45' |
| V                    | 4  | Radja Nainggolan    | 45' |
| M                    | 10 | Diego Maradona      |     |
| M                    | 10 | Roberto Baggio      | 45' |
| M                    | 11 | Ricardo Álvarez     | 42' |
| A                    | 7  | Juan Iturbe         | 45' |
| Substituições:       |    |                     |     |
| G                    | 13 | Dudu Aouate         | 45' |
| G                    | 12 | Paolo Orlandoni     |     |
| Z                    | 2  | Degu Debebe         | 66' |
| V                    | 19 | Marcos Senna        | 45' |
| V                    | 17 | Damiano Tommasi     | 42' |
| V                    | 12 | Fernando Tissone    |     |
| M                    | 20 | Jaime Valdés        | 45' |
| M                    | 11 | Sulley Muntari      | 45' |
| A                    | 19 | Germán Denis        | 45' |
| A                    | 9  | Roque Santa Cruz    | 45' |
| A                    | 9  | Abel Balbo          | 66' |
| A                    | 9  | Samuel Eto'o        |     |
| A                    | 9  | Luca Toni           |     |
| A                    | 9  | Filippo Inzaghi     |     |
| Treinador:           |    |                     |     |
| Arsène Wenger        |    |                     |     |

| FUNDACIÓN PUPI: |    |                      |     |     |
|                 |    |                      |     |     |
| G               | 25 | Fernando Muslera     | 25' |     |
| LD              | 4  | Javier Zanetti       |     |     |
| Z               | 23 | Diego Lugano         | 45' |     |
| Z               | 2  | Iván Córdoba         |     |     |
| LE              | 3  | José Chamot          | 27' |     |
| V               | 24 | Cristian Ledesma     | 34' |     |
| V               | 14 | Diego Simeone        |     |     |
| M               | 10 | Alessandro Del Piero | 45' |     |
| M               | 10 | Carlos Valderrama    | 45' |     |
| A               | 9  | Iván Zamorano        | 45' |     |
| A               | 17 | David Trezeguet      | 45' |     |
| Substituições:  |    |                      |     |     |
| G               | 30 | Juan Pablo Carrizo   | 45' |     |
| G               | 12 | Francesco Toldo      | 25' | 45' |
| V               | 6  | Stefano Mauri        | 27' |     |
| V               | 10 | Emil Hallfreðsson    | 57' |     |
| V               | 88 | Hernanes             |     |     |
| LD              | 23 | Ezequiel Schelotto   | 45' |     |
| V               | 13 | Fredy Guarín         |     |     |
| M               | 5  | Emre Belözoğlu       | 34' | 57' |
| M               | 15 | Yossi Benayoun       | 45' | 80' |
| M               | 20 | Rubén Botta          |     |     |
| A               | 9  | Mauro Icardi         | 45' |     |
| A               | 22 | Ezequiel Lavezzi     | 80' |     |
| A               | 10 | Tomer Hemed          | 45' |     |
| A               | 7  | Andriy Shevchenko    | 45' |     |
| Treinador:      |    |                      |     |     |
| Gerardo Martino |    |                      |     |     |